# 西城街道 (随州市)
西城街道，是中华人民共和国湖北省随州市曾都区下辖的一个乡镇级行政单位。

## 行政区划
西城街道下辖以下地区：
乌龙巷社区、双龙寺社区、草店子社区、汉东楼社区、通津桥社区、九曲湾社区、玉波门社区、飞来土社区、白云湖社区和铁树社区。